# Charles Frederick Horn
Charles Frederick Horn, né le 24 février 1762 – mort le 3 août 1830, est un musicien et compositeur anglais. Né en Saint-Empire, il émigré à Londres avec peu de biens et aucune connaissance de la langue anglaise mais parvient cependant à devenir professeur de musique auprès de la maison royale. En tant qu'éditeur et arrangeur, il aide à introduire la musique de Johann Sebastian Bach en Angleterre.

## Biographie
Né à Nordhausen dans la ville libre de Nordhausen, fils de John Wolfgang Horn et Sophia Dorothea Shenaman, Charles Frederick Horn est le troisième de leurs quatre enfants. Selon les mémoires de Charles Edward Horn, fils de Charles Frederick, John Wolfgang souhaitait que son fils devienne arpenteur. Cependant, Horn pratique souvent furtivement la musique ; quand son père s'en aperçoit, il détruit le clavecin de la famille dans l'espoir d'empêcher son fils d'être distrait de ses études. Ceci ne dissuade cependant pas ce dernier de prendre des leçons de musique auprès de Christoph Gottlieb Schröter, l'organiste de Nordhausen.
À la mort de Schröter en 1782, Horn décide de se rendre à Paris pour essayer de gagner sa vie en tant que musicien. Il quitte son foyer avec peu d'argent et une valise de vêtements. Sur son chemin vers Paris, il rencontre un étranger à Hambourg du nom de Winkelman, qui persuade l'impressionnable Horn que Londres servirait mieux les aspirations d'un jeune musicien allemand que la France. Winkelman l'accompagne à Londres mais à leur arrivée, vole presque tout l'argent de Horn et disparaît. Démuni et ne sachant pas l'anglais, il erre dans les rues de Londres avant de rencontrer un Irlandais germanophone qui compatit à son triste sort. L'homme emmène Horn à la boutique de piano de Longman et Broderip à Cheapside où il joue du piano pour son copropriétaire, Francis Fane Broderip. Impressionné, Broderip présente Horn à John Maurice de Brühl, ambassadeur de l'Électorat de Saxe. De Brühl recommande Horn à Granville Leveson-Gower, 1er marquis de Stafford, qui l'embauche comme professeur de musique de sa fille.
Cette nomination signifie que Trentham Estate (en), la propriété de Leveson-Gower dans le Staffordshire, devient la nouvelle résidence de Horn. C'est là qu'il rencontre et tombe amoureux de Diana Dupont, la préceptrice française des filles de Leveson-Gower. Les deux se marient le 28 septembre 1785 et s'installent à Londres où Dupont donne naissance au premier enfant du couple, Charles Edward Horn, le 21 juin 1786. Horn publie sa première composition, Six sonates pour piano, violon et violoncelle (op. 1), plus tôt en mai de cette année. Parmi les souscripteurs de la pièce figurent des célébrités telles que Muzio Clementi, Johann Peter Salomon, George IV (alors prince de Galles) et Lady Caroline Waldegrave. Cette dernière présente Horn à la reine Charlotte qui le nomme son répétiteur personnel de musique. Il donne des leçons à la reine deux fois par semaine du 20 octobre 1789 au 9 octobre 1793. Tandis qu'il est à son service, il conserve deux résidences, l'une à Londres et l'autre à Windsor dans le Berkshire. Il est aussi employé du mois de juin 1789 au mois d'octobre 1812 pour enseigner la musique aux princesses royales. Au cours de son emploi dans la maison royale, il compose un ensemble de trois sonates (op. 2) qu'il dédie à la reine.
Horn continue à composer de nombreuses pièces mais il est peut-être mieux connu pour son travail d'arrangeur et éditeur de musique — en particulier les œuvres de Bach. En 1807, il publie un arrangement pour deux violons, alto et violoncelle/piano pour 12 des fugues pour orgue de J. S. Bach. L'année suivante il fait la connaissance de Samuel Wesley avec qui il collaborera à l'édition, l'organisation et la publication de la première édition complète des six trios pour orgue de Bach (1809) et la première édition anglaise du Clavier bien tempéré (1810). Horn, que Wesley décrit comme « infatigable », a l'intention de publier toutes les œuvres de Bach mais ce projet n'aboutit pas.
En juin 1824, le roi George IV le nomme organiste de la chapelle Saint-Georges du château de Windsor. Il démissionne après la mort du roi le 26 juin 1830 et meurt peu après à Windsor. Il est enterré dans la chapelle St George. Il laisse une épouse dont il a eu sept enfants.

## Œuvres (sélection)

### Compositions instrumentales
- 1786 : Six Sonatas for the Piano, Violin, and Violoncello (op. 1)
- 1791 : Three Sonatas for the Piano Forte or Harpsichord, with an Accompaniment for a Violin or a Flute (op. 2)
- 1794 : Three Sonatas (op. 3)
- 1796 : Twelve Country Dance for the Piano Forte
- 1804 : A Collection of Divertimentos
- 1817 : The Boatman
- 1823 : Themes with Variations

### Arrangements et éditions
- 1786 : A Favorite Overture – Joseph Haydn
- c.1790 : Sinfonia for a Grand Orchestra – Wolfgang Amadeus Mozart
- c.1790 : Celebrated Concertante – Ignaz Pleyel
- 1807 : (avec Samuel Wesley) A Sett of 12 Fugues Composed for the Organ by Sebastian Bach arranged as Quartettos – Johann Sebastian Bach
- 1809 : (avec Samuel Wesley) A Trio composed originally for the organ by John Sebastian Bach and now adapted for 3 hands – Johann Sebastian Bach
- 1810 : (avec Samuel Wesley) New and correct edition of the Preludes and Fugues of John Sebastian Bach – Johann Sebastian Bach

## Sources
- Horn, Charles Edward (2003). Charles Edward Horn's memoirs of his father and himself. (Michael Kassler, Ed.). Aldershot: Ashgate.
- Kassler, Michael (septembre 2005; édition en, ligne : janvier 2008). Horn, Charles Frederick (1762–1830). Oxford Dictionary of National Biography (inscription requise). Oxford University Press. Consulté le 10 mars 2016.
- Kassler, Michael. Horn, Charles Frederick [Karl Friedrich]. Grove Music Online (inscription requise). ed. L. Macy. Consulté le 10 mars 2016.
- Notices d'autorité :   - VIAF
  - ISNI
  - BnF (données)
  - IdRef
  - LCCN
  - GND
  - Italie
  - Pays-Bas
  - Israël
  - NUKAT
  - Suède
  - Portugal
  - WorldCat

- (en) Cet article est partiellement ou en totalité issu de l’article de Wikipédia en anglais intitulé « Charles Frederick Horn » (voir la liste des auteurs).